# Epomops buettikoferi
Epomops buettikoferi là một loài động vật có vú trong họ Dơi quạ, bộ Dơi. Loài này được Matschie mô tả năm 1899.

## Hình ảnh

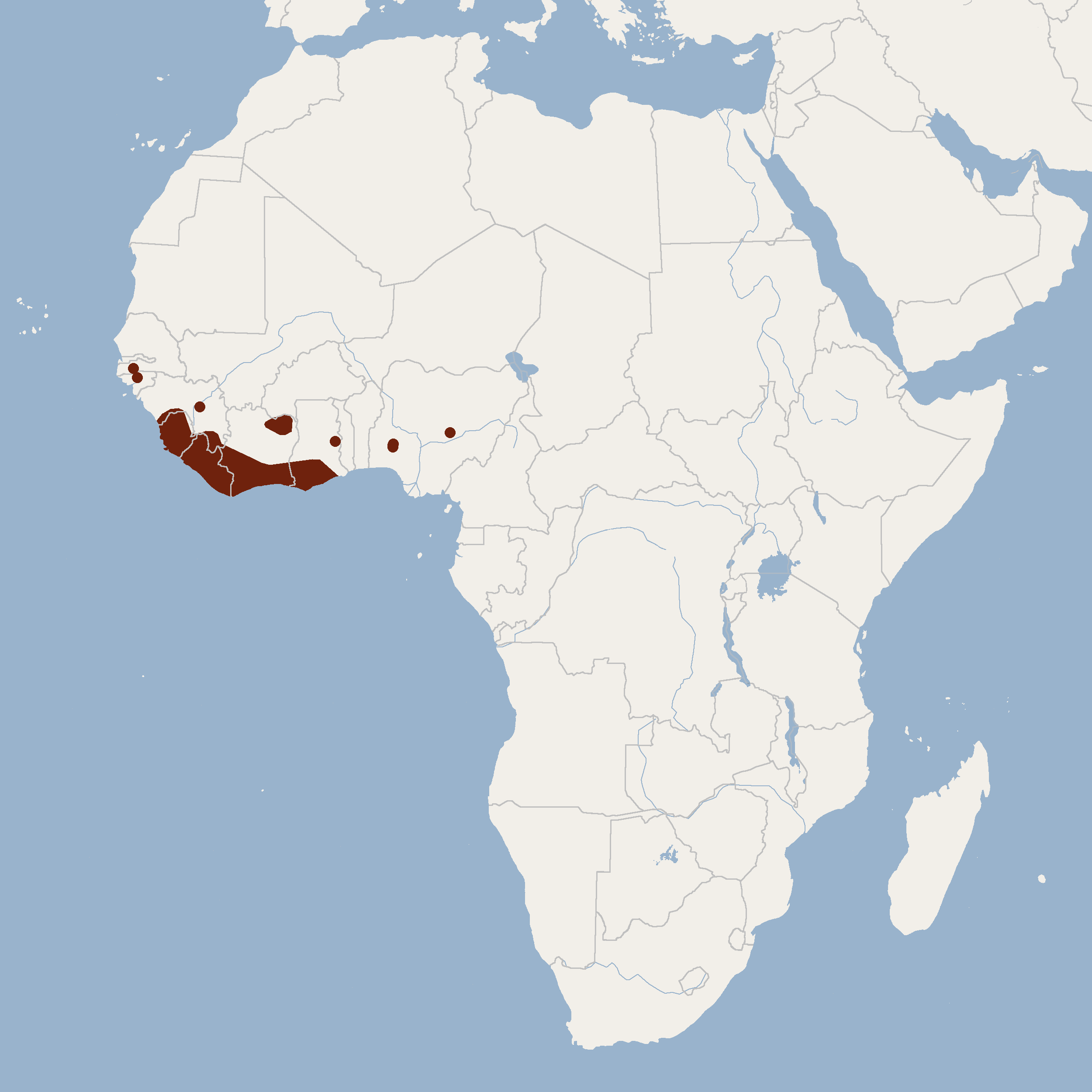